# Bremsnitz
Bremsnitz là một đô thị thuộc huyện Saale-Holzland, trong bang Thüringen, Đức. Đô thị Bremsnitz có diện tích 6,57 km².